# Coupe d'Afrique des nations de football des moins de 20 ans
La Coupe d'Afrique des Nations U-20 Total (CAN U20) de football (appelée Coupe d'Afrique des nations junior jusqu'en 2015) est une compétition sportive, créée en 1979, qui oppose les meilleures sélections nationales juniors d'Afrique (-20 ans).

## Histoire
Elle est organisée par la CAF tous les deux ans. Le pays organisateur est qualifié d'office pour la phase finale. Les finales jusqu'en 1989 se disputaient par match aller-retour (chez chaque finaliste), avant qu'une phase finale organisée par un pays hôte soit mise en place en 1991.
En 2020 la Caf décide que les phases de qualification éliminatoires se joueront par zones régionales. Jusqu’à la était effectué des matchs aller retour sur trois tours dans un tirage au sort.

## Palmarès
| N°  | Édition | Pays hôte           | Vainqueur          | Finaliste      | Troisième place        | Quatrième      |
| --- | ------- | ------------------- | ------------------ | -------------- | ---------------------- | -------------- |
| 1re | 1979    | Aller & retour      | Algérie (1)        | Guinée         | Éthiopie Nigeria       |                |
| 2e  | 1981    | Aller & retour      | Égypte (1)         | Cameroun       | Algérie Nigeria        |                |
| 3e  | 1983    | Aller & retour      | Nigeria (1)        | Côte d'Ivoire  | Algérie Guinée         |                |
| 4e  | 1985    | Aller & retour      | Nigeria (2)        | Tunisie        | Côte d'Ivoire Éthiopie |                |
| 5e  | 1987    | Aller & retour      | Nigeria (3)        | Togo           | Maroc Somalie          |                |
| 6e  | 1989    | Aller & retour      | Nigeria (4)        | Mali           | Algérie Côte d'Ivoire  |                |
| 7e  | 1991    | Égypte              | Égypte (2)         | Côte d'Ivoire  | Ghana                  | Zambie         |
| 8e  | 1993    | Maurice             | Ghana (1)          | Cameroun       | Égypte                 | Éthiopie       |
| 9e  | 1995    | Nigeria             | Cameroun (1)       | Burundi        | Nigeria                | Mali           |
| 10e | 1997    | Maroc               | Maroc (1)          | Afrique du Sud | Côte d'Ivoire          | Ghana          |
| 11e | 1999    | Ghana               | Ghana (2)          | Nigeria        | Cameroun               | Zambie         |
| 12e | 2001    | Éthiopie            | Angola (1)         | Ghana          | Égypte                 | Éthiopie       |
| 13e | 2003    | Burkina Faso        | Égypte (3)         | Côte d'Ivoire  | Mali                   | Burkina Faso   |
| 14e | 2005    | Bénin               | Nigeria (5)        | Égypte         | Bénin                  | Maroc          |
| 15e | 2007    | République du Congo | Congo (1)          | Nigeria        | Gambie                 | Zambie         |
| 16e | 2009    | Rwanda              | Ghana (3)          | Cameroun       | Nigeria                | Afrique du Sud |
| 17e | 2011    | Afrique du Sud      | Nigeria (6)        | Cameroun       | Égypte                 | Mali           |
| 18e | 2013    | Algérie             | Égypte (4)         | Ghana          | Nigeria                | Mali           |
| 19e | 2015    | Sénégal             | Nigeria (7)        | Sénégal        | Ghana                  | Mali           |
| 20e | 2017    | Zambie              | Zambie (1)         | Sénégal        | Guinée                 | Afrique du Sud |
| 21e | 2019    | Niger               | Mali (1)           | Sénégal        | Afrique du Sud         | Nigeria        |
| 22e | 2021    | Mauritanie          | Ghana (4)          | Ouganda        | Gambie                 | Tunisie        |
| 23e | 2023    | Égypte              | Sénégal (1)        | Gambie         | Nigeria                | Tunisie        |
| 24e | 2025    | Égypte              | Afrique du Sud (1) | Maroc          | Nigeria                | Égypte         |

## Bilan par pays
| Équipe         | Vainqueur                                   | Finaliste                  | Troisième place                              | Quatrième                  |
| -------------- | ------------------------------------------- | -------------------------- | -------------------------------------------- | -------------------------- |
| Nigeria        | 7 (1983, 1985, 1987, 1989, 2005, 2011,2015) | 2 (1999, 2007)             | 7 (1979, 1981, 1995, 2009, 2013, 2023, 2025) | 1 (2019)                   |
| Ghana          | 4 (1993, 1999, 2009, 2021)                  | 2 (2001, 2013)             | 2 (1991) (2015)                              | 1 (1997)                   |
| Égypte         | 4 (1981, 1991, 2003, 2013)                  | 1 (2005)                   | 3 (1993, 2001, 2011)                         | 1 (2025)                   |
| Cameroun       | 1 (1995)                                    | 4 (1981, 1993, 2009, 2011) | 1 (1999)                                     | -                          |
| Sénégal        | 1 (2023)                                    | 3 (2015, 2017, 2019)       | -                                            | -                          |
| Mali           | 1 (2019)                                    | 1 (1989)                   | 1 (2003)                                     | 5 (1995, 2011, 2013, 2015) |
| Afrique du Sud | 1 (2025)                                    | 1 (1997)                   | 1 (2019)                                     | 2 (2017) (2009)            |
| Maroc          | 1 (1997)                                    | 1 (2025)                   | 1 (1987)                                     | 1 (2005)                   |
| Algérie        | 1 (1979)                                    | -                          | 3 (1981, 1983, 1989)                         | -                          |
| Zambie         | 1 (2017)                                    | -                          | -                                            | 3 (1991, 1999, 2007)       |
| Congo          | 1 (2007)                                    | -                          | -                                            | -                          |
| Angola         | 1 (2001)                                    | -                          | -                                            | -                          |
| Côte d'Ivoire  | -                                           | 3 (1983, 1991, 2003)       | 3 (1985, 1989, 1997)                         | -                          |
| Gambie         | -                                           | 1 (2023)                   | 2 (2007, 2021)                               | -                          |
| Guinée         | -                                           | 1 (1979)                   | 2 (1983, 2017)                               | -                          |
| Tunisie        | -                                           | 1 (1985)                   | -                                            | 2 (2021, 2023)             |
| Ouganda        | -                                           | 1 (2021)                   | -                                            | -                          |
| Burundi        | -                                           | 1 (1995)                   | -                                            | -                          |
| Togo           | -                                           | 1 (1987)                   | -                                            | -                          |
| Éthiopie       | -                                           | -                          | 2 (1979, 1985)                               | 2 (1993, 2001)             |
| Bénin          | -                                           | -                          | 1 (2005)                                     | -                          |
| Somalie        | -                                           | -                          | 1 (1987)                                     | -                          |
| Burkina Faso   | -                                           | -                          | -                                            | 1 (2003)                   |

## Statistiques

### Statistiques individuelles

#### Classement des buteurs
| Rang | Joueur               | Sélection    | Buts | Matchs | Éditions disputées |
| ---- | -------------------- | ------------ | ---- | ------ | ------------------ |
| 1    | Ransford Osei        | Ghana        | 7    | 5      | 1 (2009)           |
| 2    | Fwayo Tembo          | Zambie       | 5    | 5      | 1 (2007)           |
| 3    | Emad Moteab          | Égypte       | 5    | 5      | 1 (2003)           |
| 4    | Mouhcine Iajour      | Maroc        | 5    | 5      | 1 (2005)           |
| 5    | Derrick Kakooza      | Ouganda      | 5    | 6      | 1 (2021)           |
| 6    | Pape Demba Diop      | Sénégal      | 5    | 6      | 1 (2023)           |
| 7    | Déo Gracias Bassinga | Congo        | 4    | 4      | 1 (2023)           |
| 8    | Aminu Umar           | Nigeria      | 4    | 4      | 2 (2015, 2017)     |
| 9    | Musa Muhammed        | Nigeria      | 4    | 5      | 1 (2015)           |
| 10   | Uche Nwofor          | Nigeria      | 4    | 5      | 1 (2011)           |
| 11   | Momoh Kamara         | Sierra Leone | 4    | 5      | 1 (2025)           |

#### Nombre de participations par joueur
| Match | Joueur            | Sélection      | Éditions disputées |
| ----- | ----------------- | -------------- | ------------------ |
| 11    | Kajally Drammeh   | Gambie         | 2 (2021,2023)      |
| 11    | Daniel Bameyi     | Nigeria        | 2 (2023,2025)      |
| 10    | Ousseynou Diagne  | Sénégal        | 2 (2017,2019)      |
| 10    | Abdul Ajagun      | Nigeria        | 2 (2011,2013)      |
| 10    | Souleymane Aw     | Sénégal        | 2 (2015,2017)      |
| 10    | Chidi Osuchukwu   | Nigeria        | 2 (2011,2013)      |
| 9     | Isma Mugulusi     | Ouganda        | 2 (2021,2023)      |
| 9     | Rami Rabia        | Égypte         | 2 (2011,2013)      |
| 9     | Kobamelo Kodisang | Afrique du Sud | 2 (2017,2019)      |
| 9     | Clifford Aboagye  | Ghana          | 2 (2013,2015)      |
| 9     | Alagie Saine      | Gambie         | 2 (2021,2023)      |

## Parrainage
En juillet 2016, Total a annoncé avoir passé un accord de parrainage avec la Confédération Africaine de Football (CAF). L’accord vaut pour les huit prochaines années et concernera les dix principales compétitions organisées par la CAF, dont la Coupe d’Afrique des Nations U-20, qui est désormais baptisée "Coupe d’Afrique des Nations U-20 TotalEnergies".